# 明石市立図書館
明石市立図書館（あかししりつとしょかん）は、兵庫県明石市にある公立図書館。
図書館は、本館のあかし市民図書館と市西部をカバーする西部図書館、二見図書館の3館および移動図書館がある。全館の蔵書数は564,341冊で、年間貸出数は2,466,126冊である（2018年度統計）。図書館の管理運営は指定管理者制度を導入している。
2017年（平成28年）1月27日、本館は県立明石公園内の旧図書館から明石駅南側の複合商業施設「パピオスあかし」4階に移転し、あかし市民図書館としてオープンした。明石公園内の旧図書館には明石市立図書館とは別個組織として郷土資料の収集・展示に特化したあかしふるさと図書館が開設されていたが、資料保護の観点から貸し出しは実施していなかった。別組織のあかしふるさと図書館についても併せて解説する。
2025年4月1日、あかし市民図書館、西部図書館に続く、3つ目の図書館として明石市立二見図書館がイトーヨーカドー明石店3階に開館した。愛称は、「ふたみん」。

## 歴史

### (1947-2016)
前史として1947年（昭和22年）、市役所内に設置された「市民文庫」が認められる。この「市民文庫」は中崎公会堂への併設を経て市立公民館内図書室となり、1961年（昭和36年）には市内を巡回する移動図書館サービスが開始された。
明石市立図書館としての初代本館（以下「旧本館」）は、1974年10月に兵庫県立明石公園内で全国最後の都道府県立図書館として開館した兵庫県立図書館との合築により開館した。ただし、運営主体が県と市で異なるため建物内部では直接の往来が不可能な構造になっており、県立図書館への入館時はいったん外に出て玄関前の広場を経由する必要があった。また、県立図書館では開館当初、明石市立図書館との役割分担の観点から一般への直接貸し出しを実施しない方針を採り、県内の市町が運営主体となる公立図書館への協力貸し出しのみ行っていた。しかし、2001年（平成13年）からは県立図書館も一般貸し出しを実施するようになり、隣接する明石市立図書館との役割分担は曖昧なものとなって行く。1999年（平成11年）11月、市西部の魚住町中尾に西部図書館（以下「西部」）が開館。移転作業により2016年10月27日より休館。

### (2017- )
2017年（平成28年）1月27日、前年12月に開業した明石駅南側の複合商業施設「パピオスあかし」4階に2代目の本館となるあかし市民図書館（以下「市民」）が開館した。これに伴い、旧本館の施設名であった「明石市立図書館」は市民・西部の2館を総合した組織名称となっている。同年8月1日から2020年3月31日まで、明石公園内の旧本館棟に郷土資料の収集・展示に特化したあかしふるさと図書館が開設されていた。

## あかし市民図書館
2017年（平成29年）1月27日、明石公園内にあった旧本館から南へ約700メートルの場所にあるJR・山陽明石駅南側の複合商業施設「パピオスあかし」4階に移転開館した。民間の複合商業施設内に入居する形態の公立図書館本館は、兵庫県では他に加西市立図書館（アスティアかさい3・4階）と川西市立中央図書館（アステ川西4・5階）がある。パピオスあかしでは5階に児童館機能を有する「あかし子育て支援センター」があり、同センターにも約8000冊の児童書を配架したこども図書室が設置されているが、図書館とは別組織（明石市こども未来部子育て支援課）の運営となっている。
移転開館後は開館時間の延長や旧本館に比べて交通の便が大幅に向上した効果もあり、1日平均4500冊と旧本館の実績に比べて約2倍の貸し出し冊数を記録している。

### 基礎情報
- 名称：あかし市民図書館
- 所在地：兵庫県明石市大明石町1-6-1パピオスあかし4階
- 構造:鉄骨鉄筋コンクリート造、鉄筋コンクリート造、鉄骨造
  - 地下2階、地上34階、塔屋2階
  - 竣工：2017年（平成29年）3月15日
  - 延床面積:4,105平方メートル（図書館専用部分）
    - 地上4階：3,508平方メートル（図書館専用部分）
    - 地上6階：535平方メートル（閉架書庫）
    - その他：62平方メートル（専用エレベーター）
- 蔵書数：406,305冊（2018年時点）

### 貸出冊数
| あかし市民図書館の貸出冊数 | あかし市民図書館の貸出冊数 | あかし市民図書館の貸出冊数 | あかし市民図書館の貸出冊数 | あかし市民図書館の貸出冊数 |
| -------------------------- | -------------------------- | -------------------------- | -------------------------- | -------------------------- |
| 年度                       |                            |                            |                            | 冊                         |
| 2013                       | 2013                       |                            | 815,016                    | 815,016                    |
| 2014                       | 2014                       |                            | 830,150                    | 830,150                    |
| 2015                       | 2015                       |                            | 830,957                    | 830,957                    |
| 2016                       | 2016                       |                            | 793,893                    | 793,893                    |
| 2017                       | 2017                       |                            | 1,613,863                  | 1,613,863                  |

### 周辺
- JR明石駅・山陽明石駅
- 兵庫県立明石公園（旧本館所在地）
  - 兵庫県立図書館
  - 兵庫県立明石公園球技場兼自転車競技場
- 明石市立文化博物館

## 西部図書館
西部図書館は1999年（平成11年）11月11日開館、明石市立図書館の分館で明石市立西部市民会館と併設されている。JR魚住駅から徒歩約8分、山陽魚住駅から徒歩約10分のところにある。2019年（令和元年）11月11日に開館20年を迎えた。

### 基礎情報
- 名称：明石市立西部図書館
- 所在地：兵庫県明石市魚住町中尾702-3
- 構造:鉄筋及び一部鉄骨鉄筋コンクリート造３階建
  - 竣工：1999年（平成11年）8月31日
  - 敷地面積：7,427平方メートル
  - 建物延面積：4,331平方メートル（図書館専用部分958m2）
    - 地上1階：2,498平方メートル（図書館専用部分688m2）
    - 地上2階：1,492平方メートル（図書館専用部分270m2）
    - 地上3階：280平方メートル
    - 塔屋：61平方メートル
- 蔵書数：128,300冊（2018年時点）

### 貸出冊数
| 西部図書館の貸出冊数 | 西部図書館の貸出冊数 | 西部図書館の貸出冊数 | 西部図書館の貸出冊数 | 西部図書館の貸出冊数 |
| -------------------- | -------------------- | -------------------- | -------------------- | -------------------- |
| 年度                 |                      |                      |                      | 冊                   |
| 2013                 | 2013                 |                      | 794,264              | 794,264              |
| 2014                 | 2014                 |                      | 787,137              | 787,137              |
| 2015                 | 2015                 |                      | 780,358              | 780,358              |
| 2016                 | 2016                 |                      | 744,416              | 744,416              |
| 2017                 | 2017                 |                      | 766,401              | 766,401              |

### 周辺
- JR魚住駅（南東へ500m）
- 明石市立西部市民会館
- 中尾親水公園
- 明石工業高等専門学校
- 明石西郵便局

## 二見図書館
2025年4月1日、あかし市民図書館、西部図書館に続く、明石で3つ目の図書館として明石市立二見図書館が開館した。愛称は、「ふたみん」。

### 基礎情報
- 名称：明石市立二見図書館
- 所在地：〒674-0095 兵庫県明石市二見町西二見駅前1丁目18（イトーヨーカドー 明石店3階）
- 構造:鉄筋及び一部鉄骨鉄筋コンクリート造3階建
- 地上3階：576.88平方メートル（図書館専用部分）
- 蔵書数：最大30，000冊（開館時は約15,000冊）

### 利用案内

#### 開館時間
- 9時30分 - 19時

#### 休館日
- 館内整理日(毎月第3火曜日)ただし、国民の祝日・休日と重なるときは開館し、翌日休館とする
- 年末年始
- 長期整理日
- イトーヨーカドー明石店の店休日

#### 交通
- 山陽電車「西二見駅」から徒歩約3分

#### = 周辺
- 兵庫県立明石西高等学校
- 明石市立二見中学校
- 明石市立二見西小学校
- 明石市立二見西幼稚園
- 二見コミュニティ・センター西部文化会館
- 山陽電車西二見駅
- 県道208号

## 移動図書館
1961年（昭和36年）2月から市内を巡回する移動図書館サービスが開始された。翌年1962年（昭和37年）10月にマイクロバス型移動公民館車（あかし号）を購入して巡回文庫を拡充した。その後、1981年（昭和56年）7月には巡回自動車を大型移動図書館車（ひまわり号）に更新。1993年（平成 5年）10月には移動図書館車を小型バス改装型に更新。2005年（平成17年）10月移動図書館車を天然ガス仕様に更新。2017年（平成30年）7月からは、めぐりん（大型車）とくるりん（小型車）の2台で市内を毎月１回巡回の運用となった。巡回ステーションは、明石・朝霧エリアが13、西明石エリアが12、大久保エリアが15、魚住エリアが12、二見エリアが8の合計60ステーションとなった。

### 移動図書館車
- ひまわり号2017年（平成30年）6月まで運行
  - 車種：マイクロバス改装型
  - 総排気量：4,470cc
  - 燃料： 天然ガス
  - 総重量：5,420 kg
  - 積載冊数： 約2,000冊、書架は内書架式
  - 大きさ：全長6,990mm、全幅2,085mm、全高2,900mm
  - 各種装備：電動ジャッキ、自動巻取式テント、冷暖房装置
  - 巡回サイクル：月１回、ステーション数は35か所
- めぐりん（大型車）2017年（平成30年7月から運行
  - 車種：トラックシャーシ改装型
  - 総排気量：4,000cc
  - 燃料：軽油
  - 総重量：6,090 kg
  - 積載冊数：約3,000冊、書架は内・外書架式
  - 大きさ：全長6,240mm、全幅2,160mm、全高2,750mm
  - 各種装備：電動リフト、電動ジャッキ、後部扉電動テント、左手面手動テント、冷暖房装置
  - 巡回サイクル：月１回、ステーション数52か所
- くるりん（小型車）2017年（平成30年）7月から運行
  - 車種：ミニキャブトラック改装型、総排気量650cc
  - 燃料：ガソリン
  - 総重量：1,260 kg
  - 積載冊数：約500冊、書架は外書架式
  - 大きさ：全長3,390mm、全幅1,470mm、全高1,690mm
  - 各種装備：冷暖房装置
  - 巡回サイクル：月１回、公開ステーション数8か所

## あかしふるさと図書館
あかしふるさと図書館は2019年（平成31年/令和元年）の市制100周年および明石城の築城400周年に向けた郷土資料の収集・展示施設として、2017年（平成29年）8月1日に明石公園内の旧本館2階に開設された。
名称に「図書館」を冠するが、運営は明石市教育委員会でなく市民生活局文化・スポーツ室文化振興課が行っており、例規上も市立図書館とは別個の組織として扱われる。資料保護の観点から貸し出しは実施していないが、複写サービスは有償で対応している。
建屋の耐震性が低く、老朽化が進んでいることから2020年3月31日を最後に閉館した。
2021年には屋上でミイラ化した死体が発見された。
2023年時点では建物の廃墟化が進行している。年間300万円の維持費がかかっているが、大型バスの駐車場にする計画案では解体に8億円が必要と試算されたこともあり頓挫している。

### 基礎情報
- 名称：あかしふるさと図書館
- 所在地：兵庫県明石市明石公園1-1-27

## 利用案内

### 開館時間
- あかし市民図書館
  - 9時30分 - 21時（月曜日から金曜日）
  - 9時30分 - 19時（土曜日、祝日）
- 西部図書館
  - 9時30分 - 19時

### 休館日
- あかし市民図書館
  - 毎月第3火曜日、長期休館（蔵書点検）、年末年始
- 西部図書館
  - 毎週月曜日、毎月第3火曜日、長期休館（蔵書点検）、年末年始

### 貸出
- 貸出できるのは1人20点まで。貸出期間は14日以内となっている。
- 2015年10月から電子図書館を運用している。
- 蔵書の閲覧は自由だが貸出には利用者登録が必要。
  - 利用者登録で利用者カードが発行できる人。
    - 明石に在住・在勤・在学の人
    - 神戸市・近畿7市3町（加古川市、高砂市、小野市、加西市、加東市、西脇市、三木市、稲美町、播磨町、多可町）に在住の人。
    - 利用者登録には、本人確認できる証明書（運転免許証、保険証、生徒手帳など）が必要。
    - 利用者登録申請書に必要事項を記入して登録カウンターで本人が申し込む。費用は無料で数分で登録完了。

### 返却
- 明石市内の図書返却場所（図書館以外14か所で可能となっている）
  - PAPIOSあかし2階（魚の棚歩道橋側出入口）
  - アスピア明石北館8階
  - 生涯学習センター分室（旧本館2階）
  - 厚生館（鳥羽・弁財天）
  - 中高年齢労働者福祉センター（サンライフ明石）
  - 大書堂書店（山陽電鉄、東二見駅前）
  - 巌松堂書店（JR大久保駅前）
  - コープ魚住2階エレベータ」前（JR魚住駅前）
  - 高齢者ふれあいの里（中崎・大久保・魚住・二見）
  - 高丘コミニティセンター中央集会所